# Dasyhelea aithalodes
Dasyhelea aithalodes är en tvåvingeart som beskrevs av Remm 1971. Dasyhelea aithalodes ingår i släktet Dasyhelea och familjen svidknott. Inga underarter finns listade i Catalogue of Life.